# Cal-Nev-Ari
Cal-Nev-Ari – jednostka osadnicza w Stanach Zjednoczonych, w stanie Nevada, w hrabstwie Clark.